# Mon (poble)
|  | No s'ha de confondre amb Hmong (ètnia). |

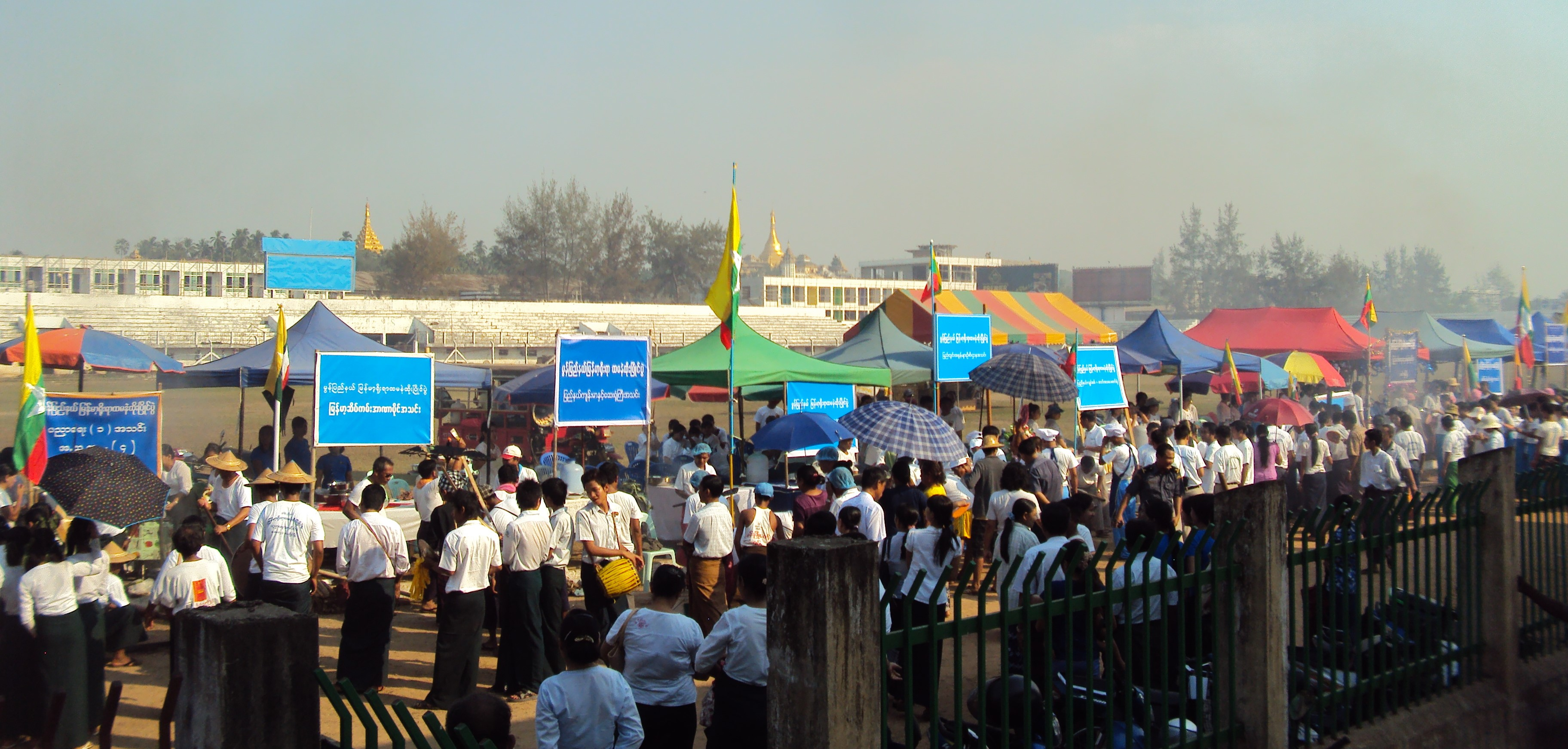
Dona mon a l'any 1904

Els mons (poble mon) són un grup ètnic d'origen mon-khmer que va formar una de les cultures més antigues de l'Àsia Sud-oriental. Els mons varen dur a terme l'expansió del budisme Theravada a tota la zona d'Indoxina.
Els mons estan remotament emparentats als was, palaungs i riangs de l'estat Shan, així com als khmers, Nyah Kur (Chao Bon) i hkamuks. La llengua tradicional d'aquest poble és el mon.
La zona on els vestigis arqueològics amb inscripcions en la llengua arcaica mon són més nombrosos és la conca del riu Chao Phraya, actualment la part central de Thailàndia. Tot i així la tradició oral mon, composta en gran part de mites i llegendes, no fa referència a aquestes antigues implantacions. En el passat els mons van formar grans regnes, com els de Lavo, Dvaravati i Hariphunchai, els darrers dels quals varen ser destruïts pels bamar. A la segona meitat del segle xviii varen poguer formar el regne independent de Hanthawaddy (restaurat), o segòn regne de Hanthawaddy, que finalment fou vençut i dominat pels birmans els quals varen dispersar la població.
El poble mon viu actualment dispersat en diferents nuclis a Birmània (Myanmar) i Tailàndia. Malgrat que actualment hi ha un petit estat a Myanmar anomenat estat Mon a una franja menuda de territori entre les muntanyes de Tenasserim i el mar, els mons es consideren a ells mateixos com una nació sense estat.

## Història
El poble mon va arribar a Indoxina vers el 1500 aC procedent del sud de la Xina i s'hi va establir. Vers el 300 aC es va fundar un regne mon, el regne de Suwarnabhumi, amb capital a Thaton. Es van fer budistes vers el 200 aC. En aquest període és quan sorgeix el símbol nacional mon, l'oca o cigne Bap (Bop), au mitològica, que és semblant al Hamsa (हंस) de l'Índia. Aquest símbol, en daurat davant un sol vermell, apareix a un antic estendard blau del regne mon de Sadhuim.
El 573 els germans Samala i Wimala van fundar el regne mon de Hongsavatoi, amb capital a Pegu (nom clàssic Hamsavati, ciutat dels cignes) que segons la tradició li fou donada pel mateix Sidharta Gautama, (Buda). A partir del segle X van començar a arribar a la zona altres grups ètnics, com els bamar (birmans) i els tais.
El primer regne de Hanthawaddy (1287–1539) fou el zenit de la cultura mon.
El 1757 el rei birmà Aungzeya va envair el segòn regne de Hanthawaddy i el va devastar, matant milers de mons inclosos tres mil monjos només a la capital i milers a altres llocs. Els monjos sobrevivents van fugir a Tailàndia i els monjos birmans es van establir als monestirs mon. La literatura mon, escrita en fulles de palma, fou destruïda i la llengua mon prohibida. En el segle següent van patir un fort procés d'assimilació. El 1824 el país mon fou ocupat pels britànics en el curs de la primera Guerra Anglo-birmana i fou inclòs a l'Índia Britànica. El 1901 només 321.898 persones es van declarar mons (la meitat parlaven mon) sent importants només a les regions entorn de les seves antigues capitals de Thaton i Pegu (Bago).
El 1937 el territori fou inclòs al govern colonial de Birmània. El 1942 va quedar ocupat pel Japó i del 1943 al 1945 va formar part de la República independent birmana sota control del Japó. Els britànics van tornar el 1945 i aviat van prometre la independència als birmans.
Quan Birmània estava a punt de proclamar la independència els polítics mons van optar per un estat separat. Els seus veïns karens van formar la Karen National Defense Organization (KNDO) i els mons la Mon National Defense Organization (MNDO). La rebel·lió la va iniciar la KNDO l'agost de 1948 i s'hi van unir el Mon National Solidarity Movement dirigit per Naing Aung Tun i el Mon Independence Movement dirigit per Naing Shwe Kyin. Ambdós grups, inicialment en desacord, es van unificar el 1952 i va sorgir el Mon Peoples Solidarity Group que va seguir cooperant amb els insurgents karens, i van estar aliats també a les restes de l'exèrcit del Kuomintang (KMT) que el 1950 havia entrat a Birmània des Xina. El 1954 el grup va prendre el nom de Mon People's Front, i va quedar sota la direcció de Naing Aung Tun, que es va sotmetre al govern, entregant-se 1111 soldats armats. Naing Shwe Kyin va sortir del país cap a Tailàndia amb els seus seguidors i es va establir a la frontera entre ambdós països per continuar la lluita armada. Naing Shwe Kyin va aconseguir establir el 1962 el New Mon State Party, els membres del qual actuaven a la clandestinitat. El New Mon State Party va cooperar amb altres grups armats i va mantenir la lluita fins al 1993. Les negociacions de pau es van iniciar el desembre de 1993 i un acord fou signat el juny de 1995 pel qual el NMSP va renunciar a la lluita armada i fou legalitzat. 7.860 soldats van entregar les seves armes el 29 de juny de 1995. El govern ha concedit assistència econòmica a la regió sota control de la NMSP, la capital de la qual és Ye Chaung Pya.